# Kenta Furube
Kenta Furube (født 30. november 1985) er en japansk fodboldspiller, som spiller for den japanske fodboldklub Montedio Yamagata.